# Randall Collins
Randall Collins (Knoxville, 29 luglio 1941) è un sociologo statunitense, convenzionalmente classificato tra i teorici del conflitto.
È ritenuto uno dei massimi cultori di questa scienza sociale nel periodo contemporaneo. Insegna sociologia all'University of Pennsylvania.
È componente del Comitato scientifico della Rivista Italiana di Confittologia.

## Biografia e formazione
Collins ha conseguito il diploma in lettere ad Harvard, la laurea in lettere alla Stanford University, quella in filosofia a Berkeley, in California. Iniziò a pubblicare alcuni suoi lavori quando ancora era studente a Berkeley.

## Il pensiero
Si richiama a Karl Marx, benché l'elaborazione teorica di Collins sia considerata un'estensione dell'analisi di Max Weber sulle organizzazioni e le società. Malgrado ciò, fra i teorici del conflitto Collins è sicuramente colui che ha saputo trarre il maggior profitto intellettuale dalla lezione di Émile Durkheim, ancorché quest'ultimo sia comunemente ricondotto al concetto ed alla scuola del funzionalismo.
Per Collins il conflitto è (filosoficamente) necessario in conseguenza della natura ineguale del potere. L'autore distingue tre ambiti principali di distribuzione ineguale delle risorse
1. l'occupazione (nel senso di lavoro), in virtù della quale la società si divide in classi (celebre è a tal proposito la sua teoria credenzialista);
2. i ceti sociali (divisione per età, sesso, motivi etnici e culturali);
3. l'arena politica, in cui si affrontano i vari partiti politici alla ricerca del potere.

## Opere
Delle sue molteplici produzioni accademiche, sono state tradotte in lingua italiana: Storia delle dottrine sociologiche, Sociologia (1981), Tre tradizioni sociologiche. Manuale introduttivo alla storia della sociologia (1987) Oltre a ciò, va senz'altro segnalato anche  Teorie sociologiche del 1992 Di recente è stato pubblicato in Italia il suo libro "L'intelligenza Sociologica. Un'introduzione alla sociologia non-ovvia" (Ipermedium libri, 2008 - ed. or. "Sociological Insight. An Introduction to Non-Obvious Sociology", Oxford University Press, 1982, 1992)

## Citazioni famose
(Randall Collins)
(Randall Collins)

## Curiosità
Al principio della sua carriera, Collins si concesse qualche divagazione "extra-accademica" come nel caso del romanzo The Case of the Philosopher's Ring, in cui appariva il personaggio di Sherlock Holmes.
Nel 2002 riceve il Premio Ludwik Fleck per il libro The Sociology of Philosophies: A Global Theory of Intellectual Change.